# La nipote del prete
La nipote del prete è un film del 1976 diretto da Sergio Grieco e girato a Senigallia e a Ostra, nelle Marche.

## Trama
Desirée è una ragazza svedese, nipote di un sacerdote, arrivata ad Ancona. Disinibita e naturista, attira le attenzioni dei ragazzi e le antipatie delle donne del luogo. Dopo aver portato un po' di scompiglio, se ne ripartirà con due connazionali facendo sprofondare di nuovo la provincia nel torpore.